# Pseudantechinus ningbing
Pseudantechinus ningbing là một loài động vật có vú trong họ Dasyuridae, bộ Dasyuromorphia. Loài này được Kitchener mô tả năm 1988.